# John Kamitsuka
John Kamitsuka est un pianiste d'origine japonaise, installé aux États-Unis.

## Biographie
John Kamitsuka commence le piano à cinq ans et donne ses premiers concerts en récitals solistes et avec orchestre, à douze. Il fréquente l'Université de musique Tōhō Gakuen de Tokyo et grâce à une bourse, il se rend ensuite aux États-Unis pour travailler avec Abbey Simon et Julius Herford, à l'Université de l'Indiana. Plus tard, il prépare son doctorat à l'Université d'État de New York à Stony Brook, avec Gilbert Kalish et Richard Goode, tout en étudient en privé avec Sophia Rosoff,.
Il s'est produit à travers les États-Unis, en Amérique du Sud, en Europe et au Japon. Il est apparu dans les grandes salles du monde : Carnegie Hall, Queen Elizabeth Hall et St Martin-in-the-Fields à Londres, au festival de Schleswig-Holstein en Allemagne, au Cercle de l'Union interalliée et au Château de l'Hermitage en France ; au Teatro Ghione et à l'académie américaine de Rome, à l'Université catholique, à l'Almo Collegio Borromeo et au Conservatoire Sainte-Cécile en Italie. John Kamitsuka fait ses débuts en Chine à la fin de 2003, se produisant à Pékin et Tianjin.
Son enregistrement des Variations Goldberg est inclus dans un livre de Anna Harwell Celenza, paru en 2005 et destiné au jeune public,.

## Discographie
- Bach, Variations Goldberg, (2001, Bel Canto Society 5016) (OCLC 55981852)